# Třebenice (Litoměřicei járás)
Třebenice település Csehországban, a Litoměřicei járásban. Třebenice Velemín, Úpohlavy, Vlastislav, Podsedice, Chodovlice, Lukov, Jenčice és Dlažkovice településekkel határos. Lakosainak száma 1891 fő (2024. január 1.).

## Népesség
A település lakosságának változását az alábbi diagram mutatja:
| Lakosok száma | 2846 | 2759 | 3468 | 2269 | 2000 | 1686 | 2008 | 1982 | 1892 | 1891 |
|               | 1869 | 1890 | 1921 | 1950 | 1980 | 2001 | 2017 | 2019 | 2022 | 2024 |